# Nomada moricei
Nomada moricei är en biart som beskrevs av Heinrich Friese 1899. Nomada moricei ingår i släktet gökbin, och familjen långtungebin. Inga underarter finns listade i Catalogue of Life.